# Рудович Іван

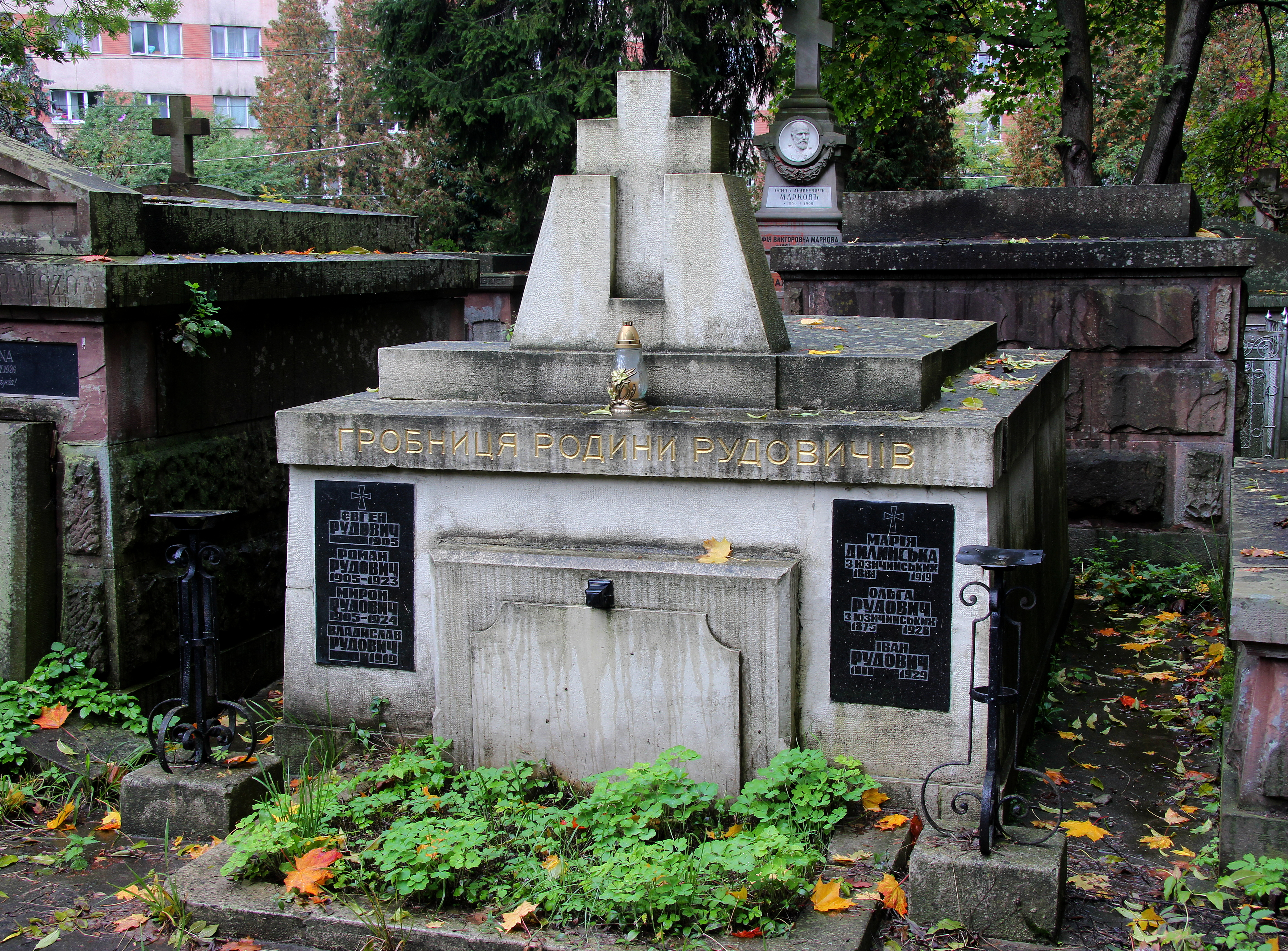
Гробівець родини Рудовичів

Іва́н Рудо́вич (справжнє прізвище Рудий; 12 квітня 1868, Войнилів — 6 серпня 1929, Львів) — український греко-католицький священник, науковець, письменник, педагог і громадський діяч.

## Життєпис
Іван Рудович народився 12 квітня 1868 року у Войнилові в сім'ї Василя і Марії з роду Белей (родове назвище «Рудий» змінив на «Рудович» після закінчення богословських студій). Навчався в Станиславівській державній гімназії, де склав іспит зрілості в 1888 році і вступив до Львівської семінарії. Після закінчення семінарії одружився з Ольгою Юзичинською, дочкою пароха в с. Острів біля Ходорова, і 12 березня 1893 року отримав священичі свячення.
Працював сотрудником на парафіях в Бурштині (1893—1895) і Бориничах (1895—1896). Від 1897 року  — катехит народних і середніх шкіл у Львові (катехит філії академічної гімназії, німецької гімназії і дівочої семинарії), довголітній голова Товариства святого Апостола Павла. В 1908—1912 роках — сотрудник на парафії Успіння Пресвятої Богородиці у Львові. Член митрополичої консисторії (1906—1929).
Мав трьох синів, котрі померли в молодому віці.
Помер у Львові 6 серпня 1929 року. Похований у родинному гробівці на полі № 1 Личаківського цвинтаря.

## Творчий доробок
Автор шкільних підручників для науки релігії у народних школах, розвідок і статей з історії української церкви (в «Богословії», «Богословському Віснику», «Ниві», «Ділі» та інших часописах).

### Вибрані публікації[5]
- Рудович І. Consuetudo contra legem // Богословський вісник. ― 1900. ― т. 3. ― ч. 3. ― С. 200—202
- Рудович І. Епископи Шептицькі // Богословський вісник. ― 1901. ― т. 2. ― ч. 1. ― С. 24—35; ч. 2. ― С. 102—134; ч. 3. ― С. 184—192; ч. 4. ― С. 238—248; ч. 5-6. ― С. 289—305. — 1902. — т. 3. — ч. 1. ― С. 26—59; ч. 3. ― С. 233—250; ч. 4. ― С. 338—347. — 1903. — т. 4. — ч. 1. ― С. 55—67
- Рудович Іоан. Коротка исторія Галицко-Львовоскои єпархіи. На основі грецких жерел и инших новійших подручников (Водбитка з Шематизму Архіепархіи Львовскои на р. 1902). — Жовква: Печатня ОО. Василіян, 1902. — 58 с.
- Рудович Іван. Наше духовенство на воєнній еміґрації // Нива. ― 1916. ― т. 12. ― ч. 6. ― С. 317—325; ч. 7-8. ― С. 369—377; ч. 9-10. ― С. 435—437; ч. 11-12. ― С. 498—512
- Рудович Іван. Основники св. Юра, Львівської катедри // Нива. ― 1923. ― т. 18. ― ч. 4. ― С. 140—147; ч. 5. ― С. 173—176
- Рудович Іван. Пятьдесятьлітний ювилей священства о. сов. Александра Стефановича // Нива. ― 1923. ― т. 18. ― ч. 6-7. ― С. 248—251
- Рудович Іван. Проєкт пляну до науки реліґії в учительських семинаріях // Нива. ― 1924. ― т. 19. ― ч. 7-8. ― С. 274—276
- Рудович Іван. Мученича смерть св. Йосафата, її причини і наслідки // Нива. ― 1924. ― т. 19. ― ч. 2-3. ― С. 54—64; ч. 4. ― С. 136—138; ч. 5-6. ― С. 146—153; ч. 7-8. ― С. 211—216
- Рудович Іван. Памяти Праведного: Спомини по бл. п. о. преляті Ізидорі Дольницькім // Нива. ― 1924. ― т. 19. ― ч. 4. ― С. 106—109
- Рудович Іван. Перед двадцятьпяти роками // Нива. ― 1924. ― т. 19. ― ч. 12. ― С. 394—402
- Рудович Іван. Вступлення Митрополита Андрія Шептицького на митрополичий престол у Львові // Богословія. ― 1926. ― т. 4. ― ч. 1-2. ― С. 216—230
- Рудович Іван. Кобринський Синод 1626 // Богословія. ― 1924. ― т. 2. ― ч. 1. ― С. 1—27; ; ч. 2-3. ― С. 196—212
- Рудович Іван. Еп. Йосиф Боцян як громадянський діяч // Богословія. ― 1927. ― т. 5. ― ч. 2-3. ― С. 137—142
- Рудович Іван. Погляд на історію Луцької епархії // Богословія. ― 1927. ― т. 5. ― ч. 2-3. ― С. 142—150